# Cadis
Pour les articles homonymes, voir Cadi.

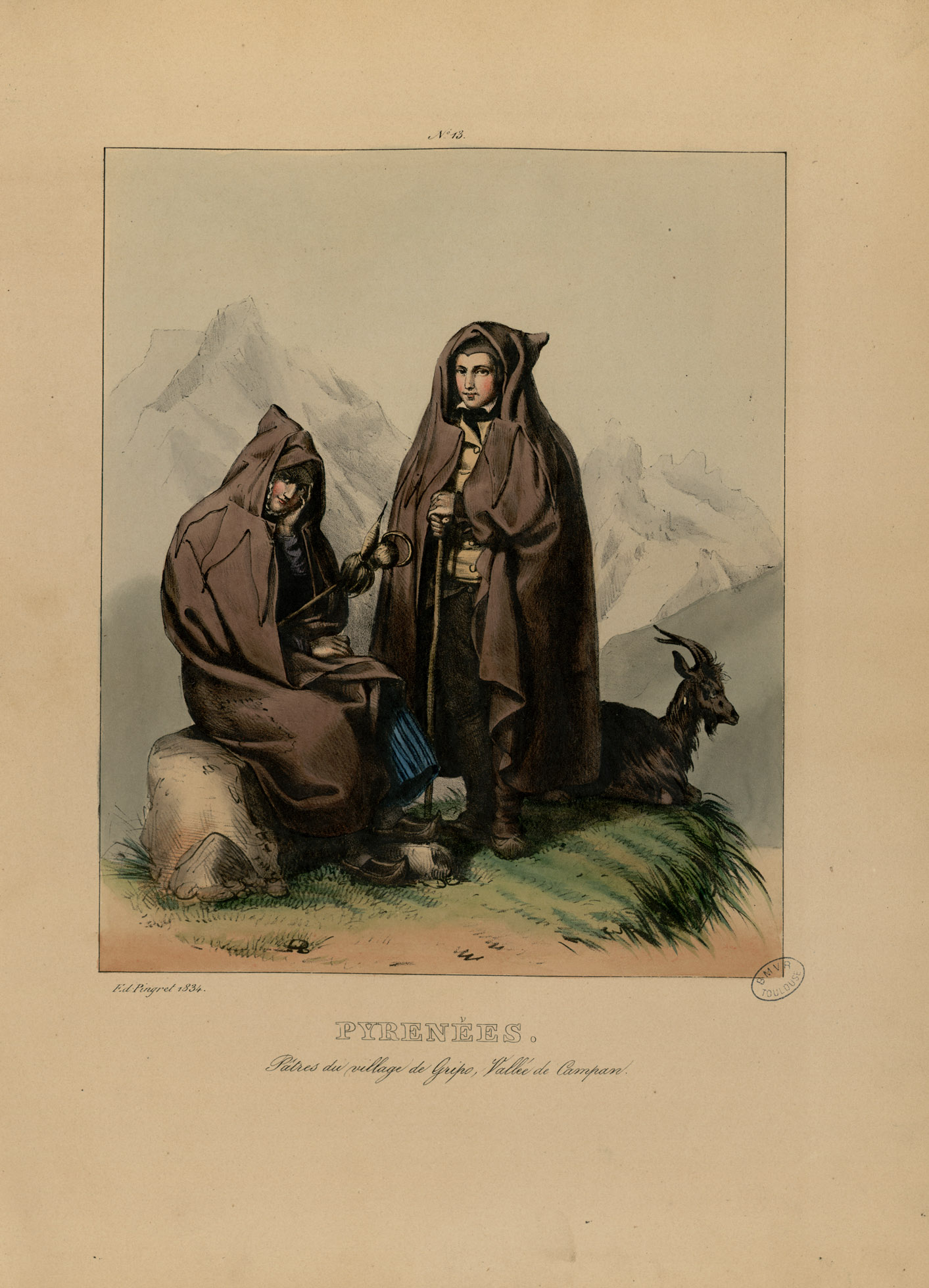
Lithographie d’Édouard Pingret : pâtres du village de Gripp, portant des manteaux en cadis.

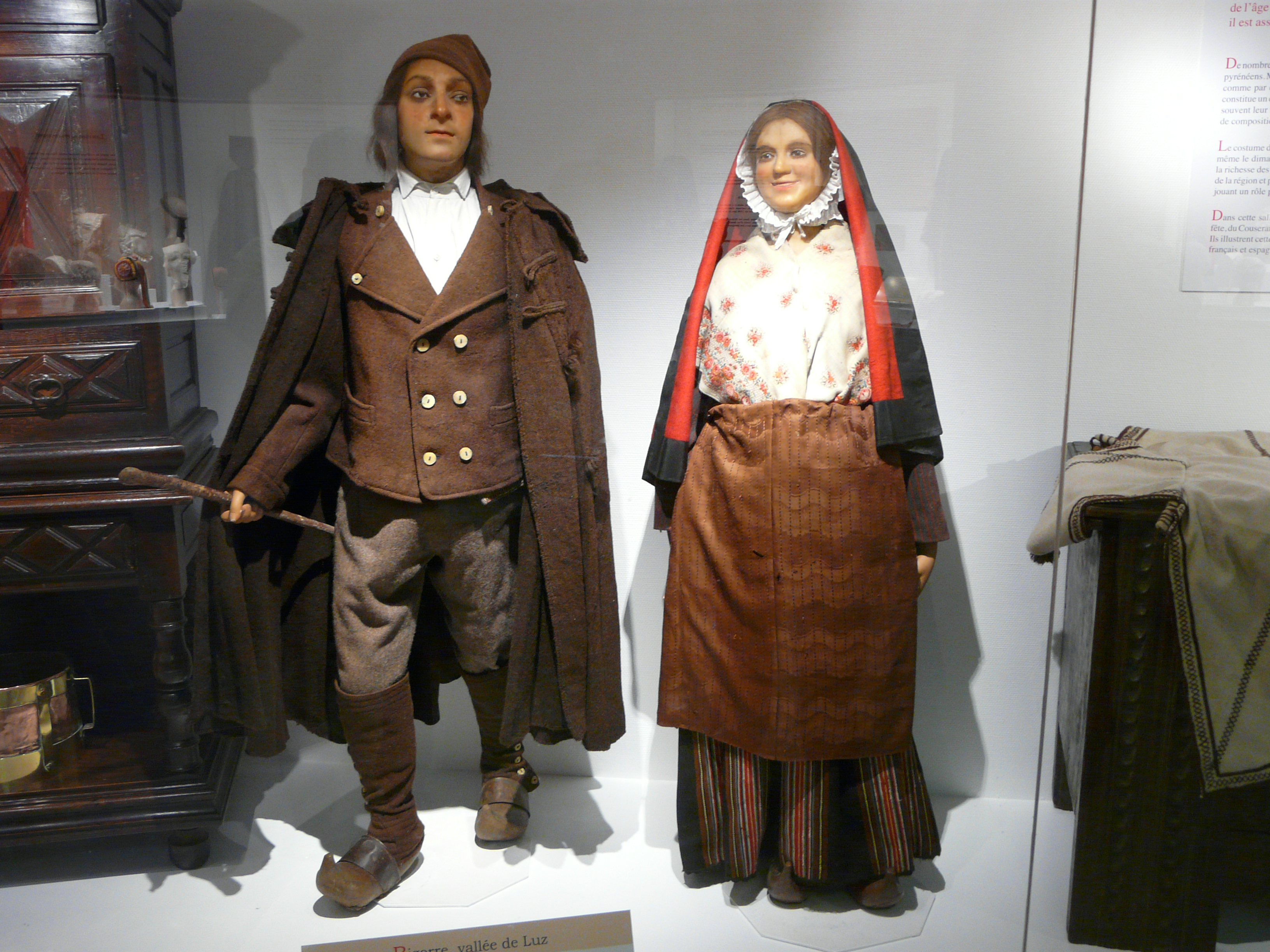
Costumes de Bigorre : l’homme porte un manteau de cadis (Musée pyrénéen de Lourdes).

Le cadis est une étoffe de laine, proche de la serge, grossière mais solide, qui servait à la confection de vêtements populaires. Fabriqué principalement dans le Gévaudan, il était acheminé dans toute la France.

## Étymologie
L’origine du mot est occitane. Mistral donne dans le Trésor du Félibrige une liste de dérivés : le verbe cadissa, faire du cadis ; cadissat, fait en forme de cadis (employé en français sous la forme « cadissé » ; cadissaire, tisseur de cadis (français « cadissier ») ; cadissas, gros cadis ; cadisset, petit cadis, plus fin que le cadis ordinaire.

## Fabrication
Le cadis était fabriqué artisanalement, souvent à titre d’activité secondaire, par les paysans et éleveurs de moutons. Dans le Gévaudan, les hivers étant enneigés et très long, la cadisserie, c'est-à-dire la fabrication du cadis était organisée de la laine à l'étoffe brute avec des rémunérations variant selon chaque étape de fabrication. Ainsi, la laine était lavée, cardée ou peignée, filée avec d'immense rouets, puis tissée. Les cadis étaient ensuite vendus à la foire de Saint Chély où venaient des grossistes de Lyon, Nîmes, Toulouse et Montpellier qui, après d'éventuels traitements comme le foulonnage pour imperméabiliser le tissu en vue d'en faire des manteaux ou de teinture, les vendaient dans tous les pays (France, Espagne, Allemagne, Italie, Suisse, Ile de Malte et Moyen-Orient).
Il existait différentes qualités de cadis. La plus mauvaise, à base de laine du Moyen-Orient, ne pouvait pas se teindre de couleurs vives et était destinée aux vêtements des pauvres.
Le cadis était aussi appelé burat (de « bure »), mais le cadis « était plus fin que le buràt ».

## Utilisation
En Bretagne, le costume régional et le costume marin étaient traditionnellement de cadis bleu. Les Glaziks (« bleus »), derniers à porter les vêtements en cadis, habitaient le nord du pays Bigouden (Ploaré et Douarnenez). Leurs dernières étoffes venaient de Montauban (Tarn-et-Garonne), où une activité accessoire de tissage de cadis par des « sergeurs » s’était maintenue jusqu’à la fin du XIXe siècle alors que cette étoffe avait cessé d’être à la mode.
Dans les Pyrénées et dans les Alpes, les capes des bergers étaient confectionné à partir de cadis traitées au foulon et généralement teinté de brun.
Le cadis constituait la matière principale des vêtements des bergers provençaux.
Le cadis servait à la confection des uniformes des simples soldats, des ceintures des marins et des habits de certains ordres religieux.
En Espagne et au Moyen-Orient, on en fait des linceuls.